# Fiódor Gladkov
Fiódor Vasílievitx Gladkov (en rus Фёдор Васильевич Гладков) fou un escriptor rus enquadrat dins el realisme socialista soviètic. Va néixer el 21 de juny (9 de juny segons l'antic calendari julià) a Txernavka (gubèrnia de Saràtov), en una família tradicionalista ortodoxa, i va morir el 20 de desembre del 1958 a Moscou.
Gladkov es va unir a un grup comunista el 1904; el 1905, a Tiflis (actualment Tbilisi), on s'havia unit a una altra cèl·lula comunista, hi va ser arrestat per activitats revolucionàries. Fou sentenciat a tres anys d'exili, després del qual es va traslladar a Novorossisk.
Entre altres càrrecs, va exercir com a editor del diari Kràsnoie Txernomórie, secretari de la revista Novi Mir, corresponsal especial per a Izvèstia i director de l'Institut de Literatura Maksim Gorki de Moscou, de 1945 a 1948.
El 1949, arran de la publicació de l'autobiogràfica Un conte de la infantesa, va rebre el Premi Stalin per la seva obra literària, considerada un exponent del realisme socialista més clàssic; premi que tornaria a rebre el 1951. A més, rebria dos ordres de Lenin i un orde de la Bandera Roja del Treball

## Obres
La seva obra, recollida a Собрание сочинений (Sobrànie sotxineni, 'Obra reunida', 8 vols., Moscou, 1958-59), inclou, entre d'altres:
- Narrativa:
  - Единородный сын (Iedinorodní sin, 'L'únic fill'), 1917; publicada amb el nom de Пучина (Putxina, 'L'abisme') al vol. 1 de l'Obra reunida
  - В изгнании (V izganii, 'A l'exili'), 1922; publicada amb el nom de Изгои (Izgoi, 'Els exiliats') al vol. 1 de l'Obra reunida
  - Цемент (Tsement, 'Ciment'), 1925 –novel·la–
  - Энергия (Enèrguia, 'Energia'), 1932-1938 –novel·la–
  - Маленькая трилогия (Màlenkaia trilóguia, 'Petita trilogia'), 1933: inclou Непорочный черт (Neporotxni txert, 'El diable innocent'), Вдохновенный гусь (Vdokhnovenni gus, 'L'oca inspirada') i Головоногий человек (Golovonogui txelovek, 'L'home cefalòpode')
  - Берёзовая роща (Beriózovaia roixtxa, 'El bosc de bedolls'), 1941
  - Сердце матери (Serdtse màteri, 'El cor d'una mare'), 1942; publicada amb el nom de Мать (Mat, 'La mare') al vol. 5 de l'Obra reunida
  - Боец Назар Суслов (Boiets Nazar Súslov, 'El soldat Nazar Súslov'), 1942
  - Малкино счастье (Màlkino stxàstie, 'La felicitat de Malkin'), 1942; publicada amb el nom de Малашино счастье (Malàixino stxàstie, 'La felicitat de Malaixin') al vol. 5 de l'Obra reunida
  - Опаленная душа (Opàlennaia duixà, 'L'ànima esquinçada'), 1942
  - Маша из Заполя (Maixa iz Zapólia, 'Maixa de Zapólie'), 1944
  - Клятва (Kliatva, 'El jurament'), 1944
  - Автобиографическая трилогия (Avtobiografítxeskaia trilóguia, 'Trilogia autobiogràfica'): inclou Повесть о детстве (Póvest o detstve, 'Un conte de la infantesa', 1949), Вольница (Volnitsa, 'Fora de la llei', 1950) i Лихая година (Likhaia godina, 'Una mala època', 1954)
  - Мятежная юность (Miatèjnaia iúnost, 'Joventut rebel'), inacabada
- Teatre:
  - Бурелом (Burelom, 'Els arbres caiguts'), 1921
  - Ватага (Vataga, 'La colla'), 1923
  - Цемент (Tsement, 'Ciment'), 1928
  - Гордость (Górdost, 'Orgull'), 1935